# باشگاه فوتبال پیترسفیلد تاون

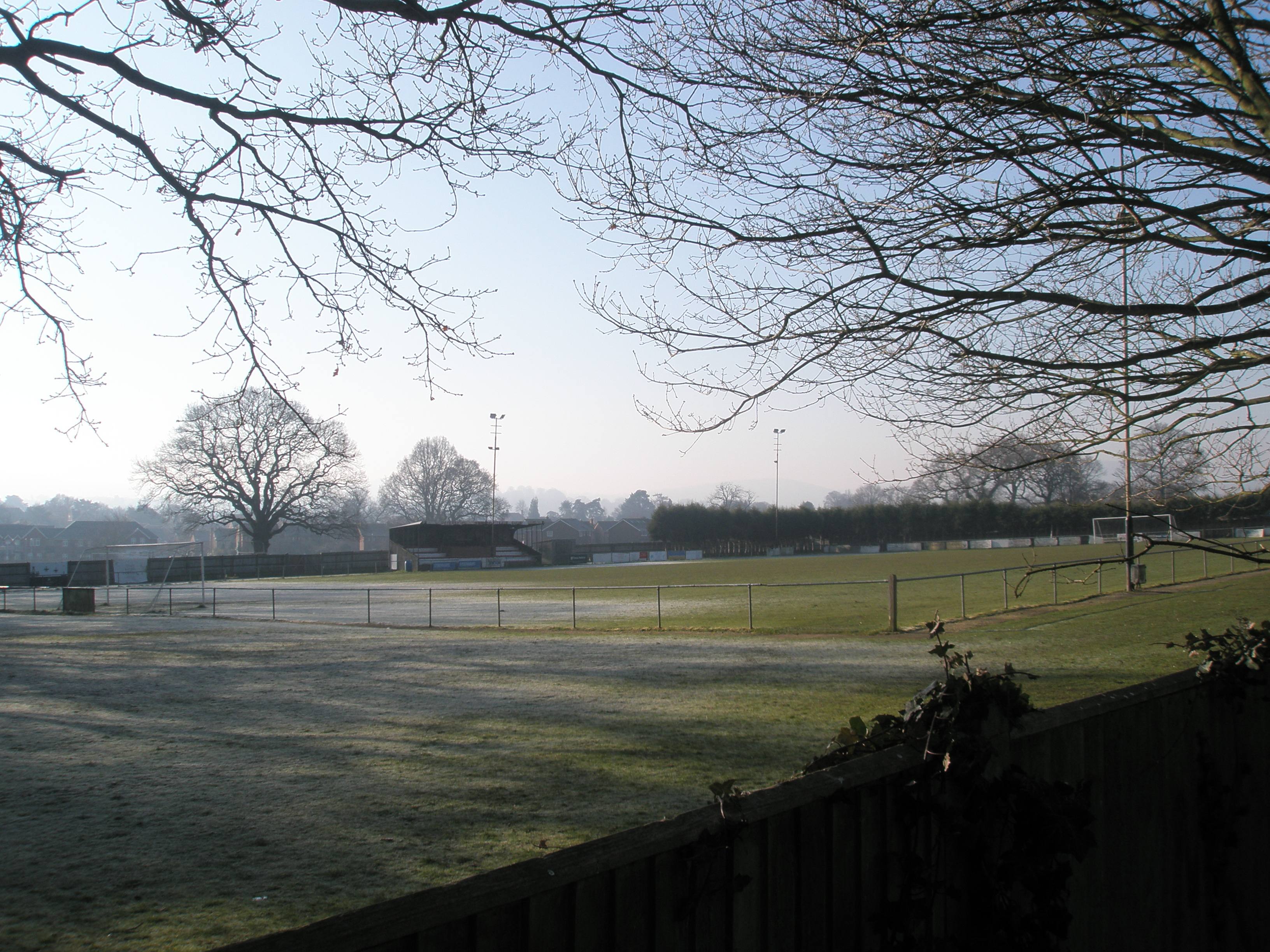
ورزشگاه لاو لین محل برگزاری بازی‌های باشگاه فوتبال پیترسفیلد تاون

باشگاه فوتبال پیترسفیلد تاون (به انگلیسی: Petersfield Town Football Club) یک باشگاه فوتبال در شهر پیترسفیلد، کشور انگلستان است که در سال ۱۹۹۳ میلادی تأسیس شده‌است.